# سن-بوئر
سن-بوئر (به فرانسوی: Saint-Bohaire) یک کمون در فرانسه با جمعیت ۳۶۱ نفر است که در Canton of Blois-5 واقع شده‌است.